# نیکولای چرنتسکی
نیکولای چرنتسکی (روسی: Николай Николаевич Чернецкий؛ زادهٔ ۲۹ نوامبر ۱۹۵۹) دونده اهل اتحاد جماهیر شوروی سوسیالیستی است.
وی در مسابقات کشوری و بین‌المللی در مجموع برندهٔ ۲ مدال طلا شده‌است.